# Luigi Denza
Luigi Denza (* 24. Februar 1846 in Castellammare di Stabia, Kampanien; † 26. Januar 1922 in London) war ein italienischer Komponist.
Denza studierte Komposition bei Saverio Mercadante und Paolo Serrao am Konservatorium von Neapel. 1898 wurde er Professor für Gesang an der Royal Academy of Music. Denza schrieb eine Oper, Wallenstein, vor allem aber eine Vielzahl von Liedern. Am populärsten davon wurde Funiculì, Funiculà (Text von Peppino Turco), das 1880 entstandene Lied über die neue Standseilbahn auf den Vesuv. Richard Strauss baute die Melodie sechs Jahre später als „Volkslied“ in seine sinfonische Fantasie Aus Italien ein, wurde aber von Denza verklagt und musste diesem in der Folge Tantiemen zahlen.